# 만수대의사당

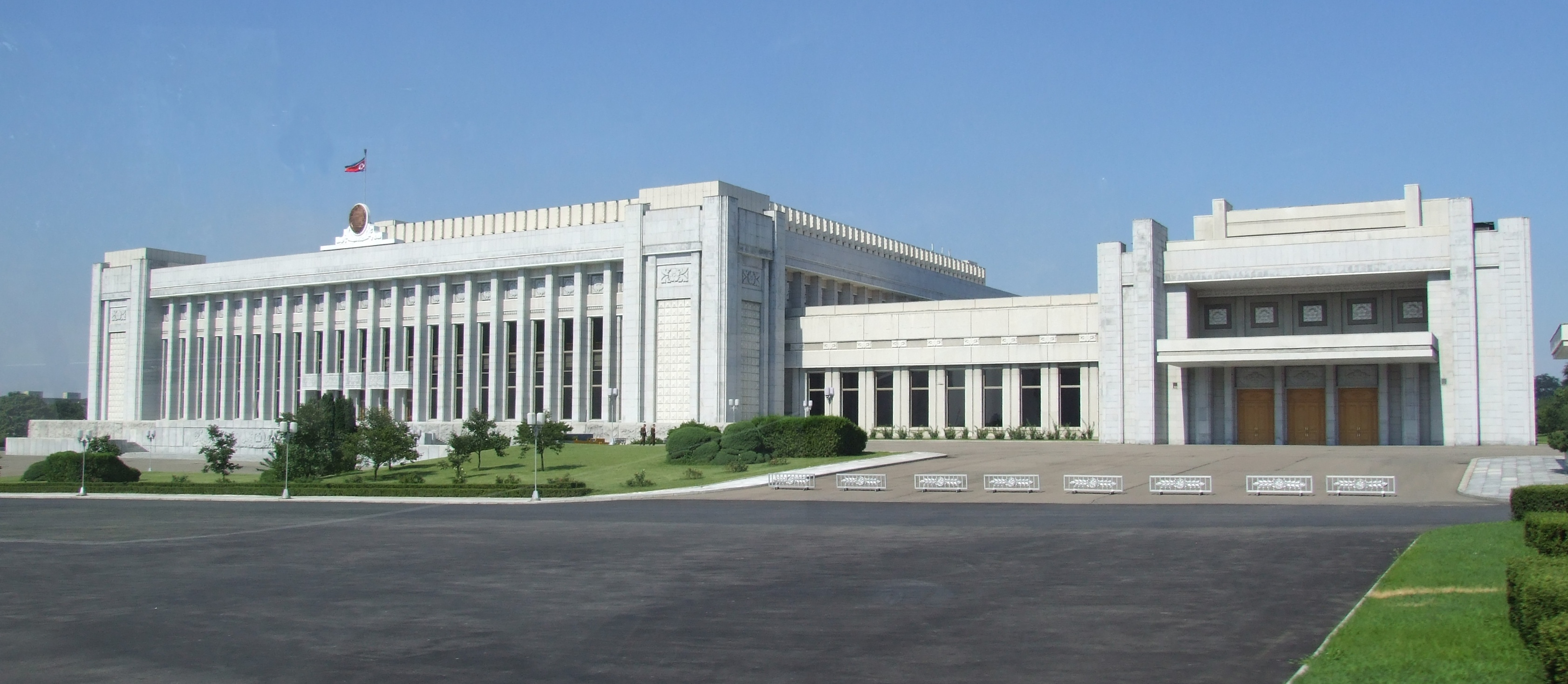
만수대의사당

만수대의사당(萬壽臺議事堂)은 조선민주주의인민공화국 평양직할시 중구역 서문동에 위치한 의사당이다. 지하 1층, 지상 4층으로 구성되어 있으며 1984년 10월에 완공되었다. 최고인민회의의 회의장으로 사용되고 있으며 조선민주주의인민공화국의 주요 정치 행사와 국가회의 개최 장소로 이용되고 있다. 2000년 남북 정상 회담 때에는 회담 장소로 이용되었다.

## 같이 보기
- 만수대예술단